# Platja d'Adarró
La platja d'Adarró és una platja semiurbana del municipi de Vilanova i la Geltrú (Garraf). Limita per llevant amb una escullera paral·lela a la platja (construïda el 1984), on hi ha l'escultura a Pasífae, i que la separa de la Platja de Ribes Roges, i per ponent limita amb l'espigó de la Punta de Sant Gervasi, que la separa de la platja de la República, davant del turó de Sant Gervasi. Amb forma de mitja lluna i orientada al sud-sud-est, té una longitud de 477 metres i una amplada mitjana de 56 metres, formada per sorra fina, amb un pendent d'entrada a l'aigua moderat.
Disposa de servei de socorrisme i salvament, guingueta, camps de vòlei i futbol, lloguer de gandules, tendals i para-sols i servei de cadira adaptada (amfíbia).
Està guardonada amb la Bandera Blava, que reconeix internacionalment la qualitat de l'aigua i serveis. L'Agència Catalana de l'Aigua efectua un control setmanal de la qualitat de l'aigua, durant la temporada de bany, amb el resultat d'excel·lent. Està adherida a la destinació Costa de Barcelona, certificada per Biosphere des del 2017.
La platja està davant de les ruïnes del poblat ibèric d'Adarró, que li dona el nom.